# کینوآ
کینوآ گیاهی است که به خاطر دانه‌های خوراکی‌اش کاشته می‌شود. جزو غلات نیست و به خانواده اسفناج شباهت دارد. این گیاه در آمریکای جنوبی می‌روید و نحوه طبخ دانه‌های آن مشابه برنج است.
کینوآ گیاه بومی کوه‌های آند در بولیوی، شیلی و پرو، بسیار خوش هضم و منبع غنی از پروتئین، آهن، فسفر، انواع ویتامین‌ها و امگا۳ است. این گیاه قدمتی بیش از پنج‌هزار سال دارد و اکنون نیز در آمریکای جنوبی در سطح وسیعی در حال کشت است.
در دهه اخیر کینوآ به عنوان یکی از «دانه‌های باستانی» و جایگزین سالم‌تر و جذاب‌تر گندم در کشورهای غربی شناخته شده است. فیبر موجود در کینوا باعث بهبود هضم غذا شده و باعث سلامتی دستگاه گوارش می‌شود. گلوتامیک اسید موجود در کینوا در معده به گلوتامین تبدیل شده و باعث سلامت مخاط معده می‌شود. مقادیر بالای فیبر موجود در کینوا به بهبود حرکات روده کمک کرده و باعث پیشگیری و درمان یبوست می‌شود.
گیاه کینوآ، گیاهی مقاوم به شرایط کم‌آبی و شوری است. میزان برداشت آن در هکتار با توجه به شرایط کشت دو تا شش تن می‌باشد.

## ارزش غذایی
کینوآی خام و نپخته دارای ۱۳٪ آب، ۶۴٪ کربوهیدرات، ۱۴٪ پروتئین، ۶٪ چربی است. تحقیقات نشان داده است که ۱۰۰ گرم کینوآی خام در روز منبع غنی برای پروتیین، فیبر غذایی، ویتامین ب و مواد مغذی معدنی است.
کینوآی پخته، که معمولاً به این صورت مصرف می‌شود، دارای ۷۲٪ آب، ۲۱٪ کربوهیدرات، ۴٪ پروتئین، ۲٪ چربی است. مواد مغذی کینوآ پس از پختن به صورت محسوسی کاهش پیدا می‌کند.
۱۰۰ گرم کینوآی پخته ۱۲۰ کالری دارد و منبع غنی منگنز و فسفر است (به ترتیب ۳۰٪ و ۲۰٪ نیاز روزانه) و همچنین شامل کمی فیبر غذایی (۱۰–۱۹٪ نیاز روزانه) و سایر مواد مغذی معدنی از جمله آهن، روی و منیزیم است.

## کینوآ در ایران
در سال ۱۳۸۷، مؤسسه اصلاح تهیه نهال و بذر، با واردات بذر این گیاه تنها توانست عملکرد یک تن در هکتار داشته باشد که موفقیت‌آمیز نبود. در سال ۲۰۱۳ که سال کینوآ نام‌گذاری شده بود، فائو برخی ارقام این گیاه را به هشت کشور منتقل کرد که ایران یکی از این کشورها بود عملکرد چهار تنی در آب شیرین به‌دست آمد. در حال حاضر در ایران تلاش می‌شود تا کاشت این گیاه در مناطق شور صورت گرفته و افزایش عملکرد به دست آید. کینوآ به‌عنوان ماده غذایی مجاز برای افرادی که به گلوتن موجود در گندم حساسیت دارند استفاده می‌شود و در حال حاضر از این گیاه برای تولید آرد، غنی کردن آرد، گندم، تولید بیسکوئیت و پاستا استفاده می‌شود.
از برگ‌های جوان به عنوان سبزی تازه یا به صورت پخته در ترکیب غذایی مانند، خوراک سبزیجات، کوکو و آش استفاده می‌شود. ولی محصول اصلی این گیاه، دانه آن است که دارای ارزش غذایی بالایی است. کینوآ در کشورهای آمریکای جنوبی به نام‌های: خاویار گیاهی و برنج اینکا هم معروف است.
دانه‌های این گیاه مقدار سدیم کمتر ولی میزان کلسیم، فسفر، منیزیم، پتاسیم، آهن، مس، منگنز و روی بیشتری از گندم، جو و ذرت دارند.

## تفاوت کینوآی سفید، قرمز و سیاه
مانند دیگر غلات، کینوآ هم در رنگ‌های مختلف وجود دارد. کینوآی سفید بیشتر از بقیه در دسترس است و در واقع یک رنگ مایل به زرد دارد که به آن کینوآی طلایی هم گفته می‌شود.
در واقع همه انواع کینوآ دانه‌های یکسانی هستند و تفاوت کینوآی سفید، قرمز و سیاه از نظر مواد مغذی اندک است.
تفاوت کینوآی سفید، قرمز و سیاه از نظر ارزش غذایی کم است ولی در طعم، بافت و زمان پخت متفاوت هستند.
کینوآی سفید ظریف‌ترین و سبک‌ترین بافت را دارد و بعد از پخت نرم‌تر از انواع دیگر کینوآ است.
کینوآی قرمز که بعد از پخت بیشتر به قهوه‌ای روشن تبدیل می‌شود، طعم شیرین‌تری دارد و بافت آن هنگام جویدن بیشتر حس می‌شود. کینوآی قرمز تا حدودی از نظر طعم و بو شبیه فندق است.
کینوآی قرمز برای تهیه سالاد سرد انتخاب بهتری است زیرا شکل خود را بعد از پخت حفظ می‌کند.
کینوآی سیاه عطر و طعم خاکی تری دارد و کمی شیرین مزه‌تر از کینوآی سفید است و رنگ سیاه خود را بعد از پخته شدن حفظ می‌کند.
با وجود اینکه تفاوت اندکی در عطر و طعم انواع رنگ‌های کینوآ وجود دارد ممکن است بافت و طعم یکی از آن‌ها شما را برای یک غذای خاص بیشتر تحت تأثیر قرار دهد.

## ۲۰۱۳ سال جهانی کینوآ
مجمع جهانی سازمان ملل متحد سال ۲۰۱۳ را سال جهانی کینوآ اعلام کرد تا بدین وسیله از سنت‌های بومی مردم آند که توانسته بودند در هماهنگی با طبیعت این گیاه را حفظ کرده و به نسل‌های آینده منتقل کنند تقدیر به عمل آورد.

## نگارخانه

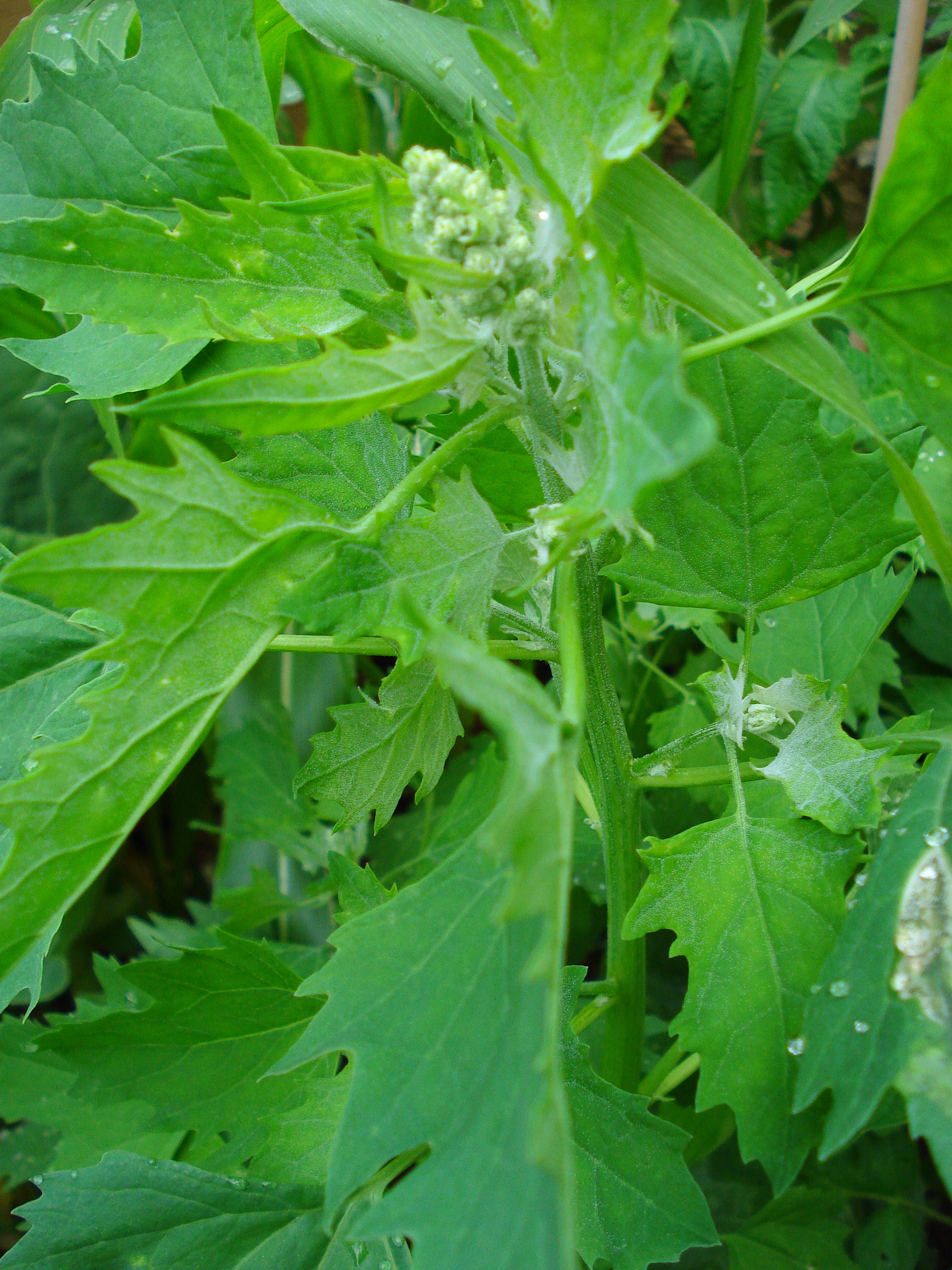
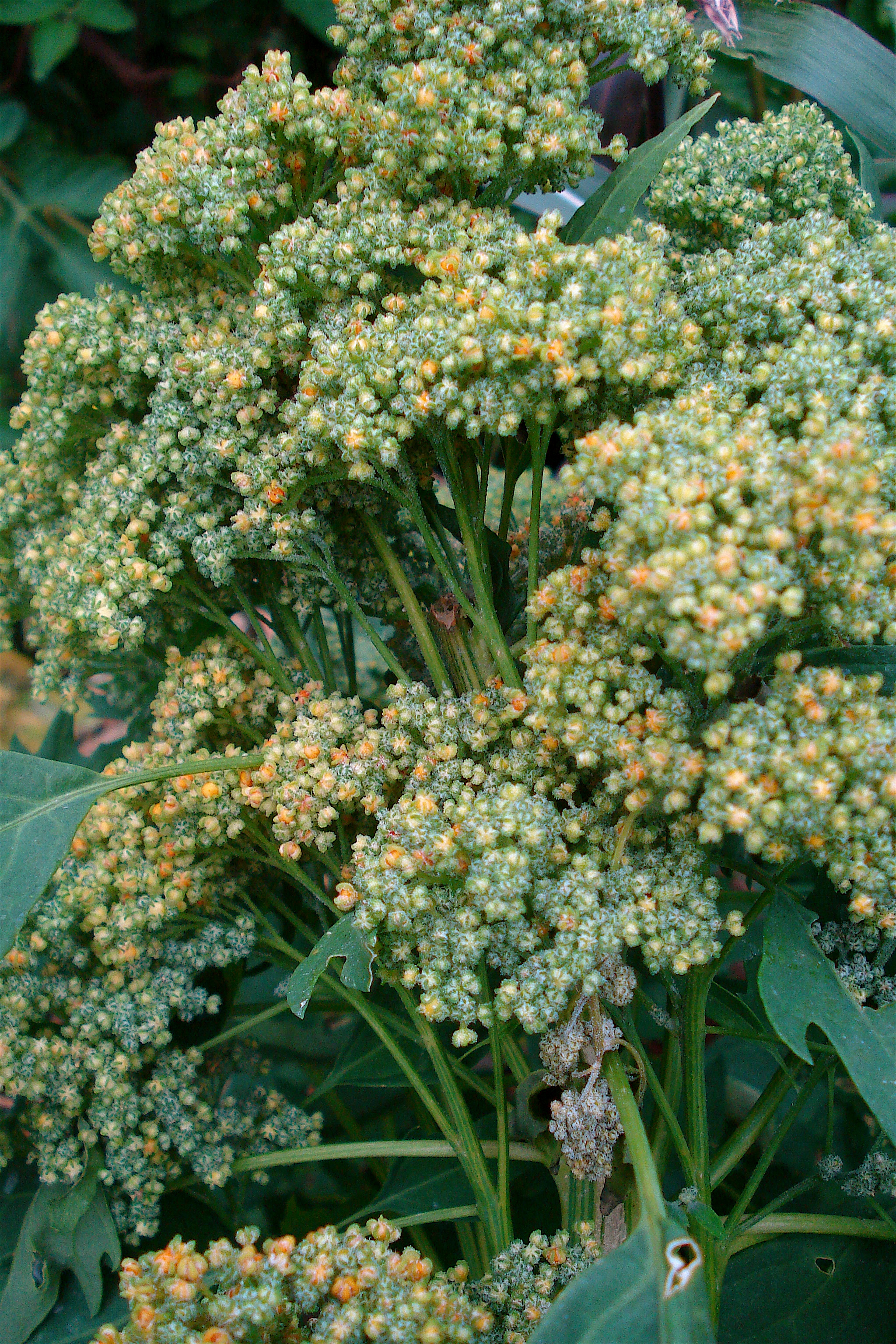
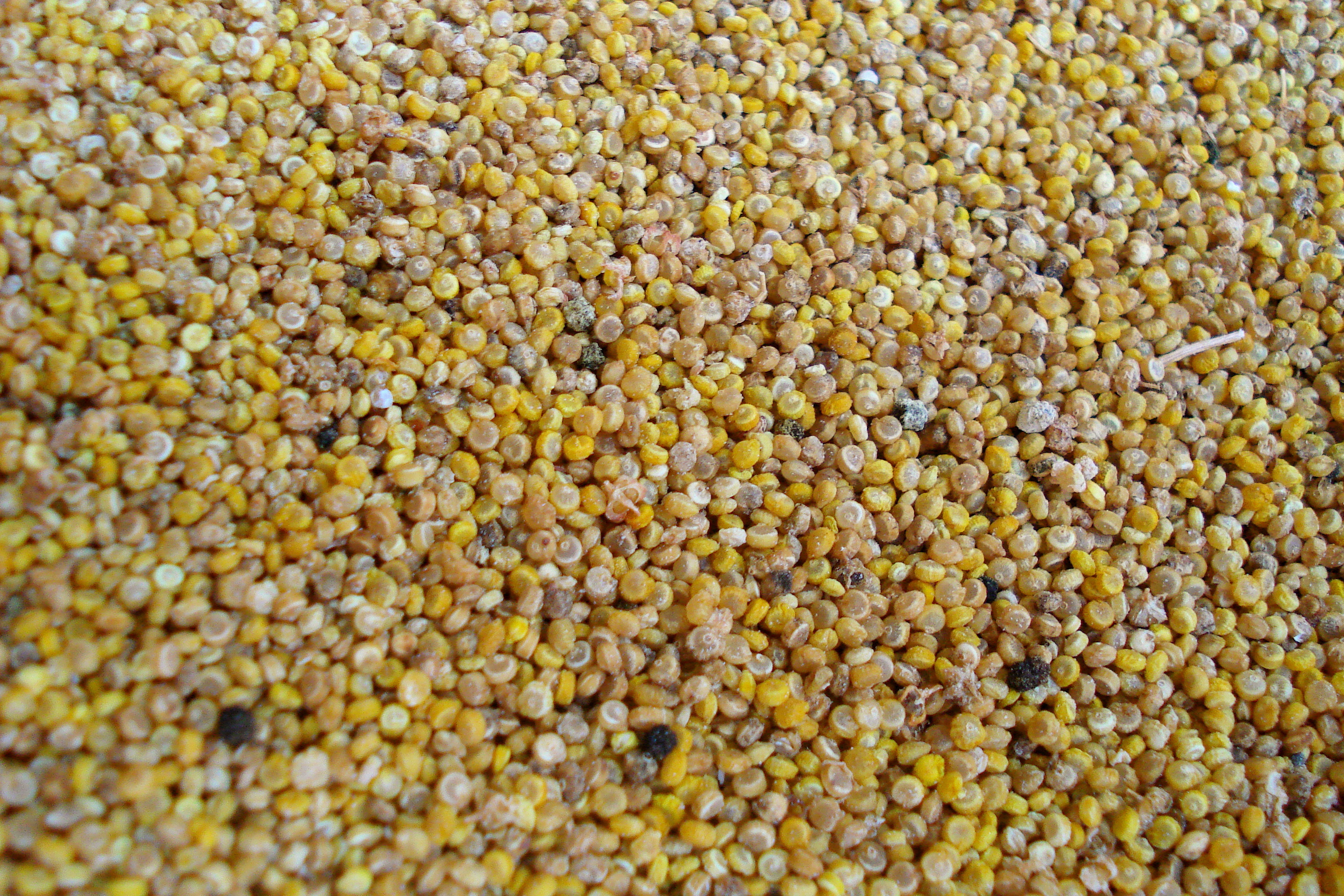
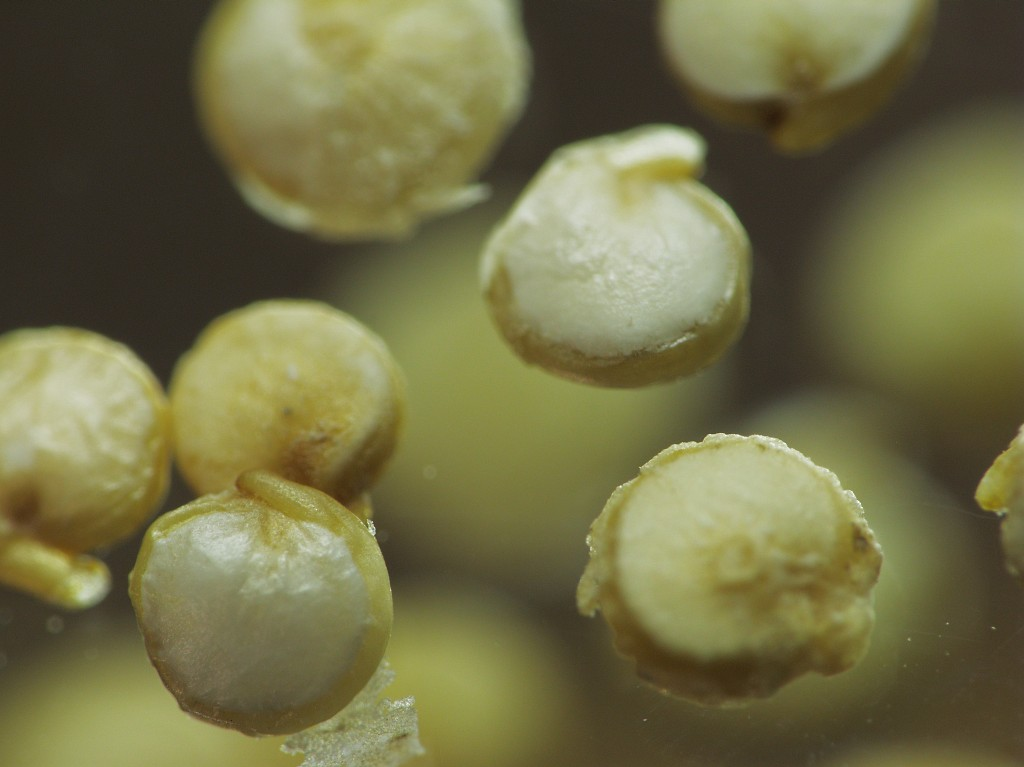
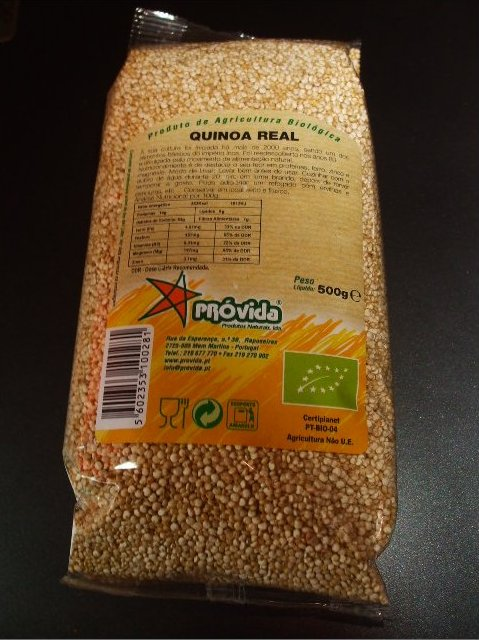
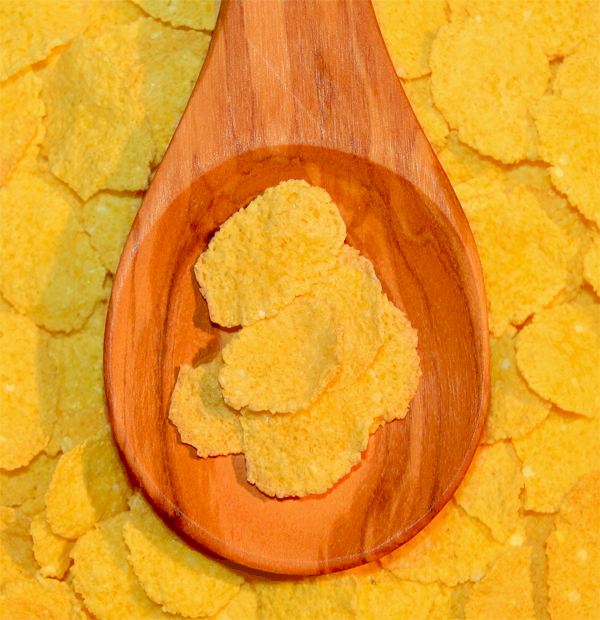
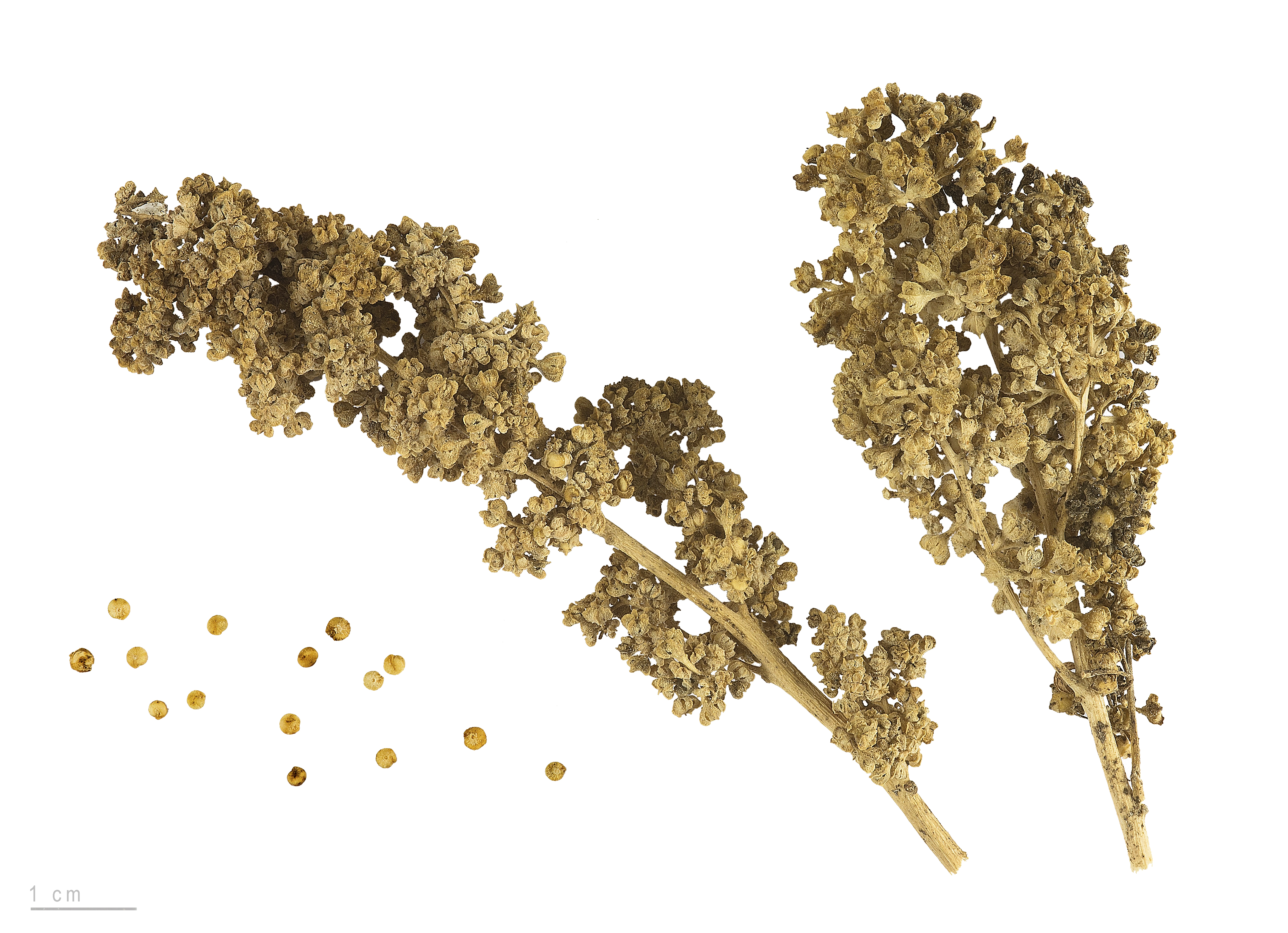
Chenopodium quinoa -red faro- - Museum specimen